# 2023 PG5
2023 PG5 est un objet transneptunien épars, d'environ 120 km de diamètre.